# Balaclava Records
Balaclava Records é um selo fonográfico independente, produtora musical e publicadora de revista eletrônica brasileira fundada em 2012 por Fernando Dotta e Rafael Farah. A gravadora tem uma grande importância na cena musical independente e do rock alternativo brasileiro, tendo como principal objetivo trazer aos artistas a visibilidade que muitas outras empresas não oferecem.
O selo já lançou mais de 50 artistas de vários países, licenciados de gravadoras independentes estrangeiras como Stones Throw, Merge Records, Captured Tracks e Polyvinyl, além de ter se tornado um dos principais promotores da América do Sul através do festival Balaclava Fest, que se consolidou como um dos mais importantes festivais de música pop e alternativa nacional e internacional, tendo agendado uma série de artistas de prestígio no Brasil como: Primal Scream, Slowdive, Mac DeMarco, Warpaint, Future Islands, RIDE, Kelela, Connan Mockasin, black midi, Vagabon.

## História

#### Primeiros Anos (2012-2014)
Os músicos Fernando Dotta e Rafael Farah faziam parte de uma banda de rock chamada Single Parents e estavam familiarizados com bandas de outros estados do Brasil. Eles pensavam em reunir essas bandas para "criar uma cena, um circuito.” de acordo com Fernando. No final de 2011, eles saíram de seus empregos e começaram a se dedicar em tempo integral na área musical. A Balaclava Records foi fundada em 2012 e estreio com o primeiro álbum dos Single Parents chamado Unrest, que também foi o penúltimo disco do projeto Álbum Virtual, da gravadora Trama..
Nesse período inicial, a Balaclava acabou assinando com vários artistas da cena do rock independente brasileiro como Bonifrate, Terno Rei, Luziluzia, Roberto Kramer, além de bandas estrangeiras como Minks e Splashh. Lançamentos de álbuns como Intropologia, Vigília e Mountain Tops, receberam elogios de sites e críticos musicais.

#### Balaclava Fest, Aumento de popularidade e parcerias (2015-2019)
No dia 21 de abril de 2015, o selo cria o festival Balaclava Fest e recebe Mac McCaughan, músico americano famoso por integrar o grupo Superchunk e fundar a gravadora independente Merge Records, se tornando a principal atração da noite ao lado da banda paulista Shed.. Em 21 de outubro, o músico canadense Mac DeMarco se apresentou no Balaclava Fest para promover seu mini-álbum Another One, lançado mundialmente no7 de agosto. O evento contou com outras os artistas estrangeiros como Swervedriver, Yuck, TOPS e Mild High Club, além das bandas paulistas Mahmed e Terno Rei e com live sets de Séculos Apaixonados, Jovem Palerosi e Nuven.
No dia 14 de maio de 2016, o festival do selo recebeu a banda de shoegaze inglesa Slowdive, que estavam fazendo a primeira passagem por uma turnê pela América do Sul e contou ainda com a banda de rock instrumental paulista E A Terra Nunca Me Pareceu Tão Distantel O evento foi realizado no Cine Joia..
Na edição do Balaclava Fest de 2019, o selo decidiu se diversificar nesta edição e convidou artistas fora do cenário do rock independente. Foram apresentados artistas como Elza Soares, Kelela, Ryley Walkerm, entre outros.

#### Radar Balaclava e outros projetos (2020-presente)
Em 2020, o selo apresentou o projeto Radar Balaclava, que consiste no lançamento de uma faixa ou single com distribuição pelo selo em todas as plataformas digitais, tendo como objetivo dar visibilidade a nomes que ainda não são assinados a selos ou gravadoras e buscam uma oportunidade de impulsionar seus lançamentos.

## Indicações
| Ano  | Prêmio          | Categoria      | Ref    |
| ---- | --------------- | -------------- | ------ |
| 2021 | Prêmio SIM      | Empresa do Ano | [ 15 ] |
| 2021 | Prêmio Dynamite | Melhor Selo    | [ 16 ] |